# Ahora o nunca (programa de televisión)
Ahora o nunca fue un magacín emitido por La 1 entre el 23 de enero de 2023 y el 13 de septiembre de 2024, producido por Catorce Comunicación en colaboración con RTVE y presentado y codirigido por Mònica López.

## Historia
El 16 de diciembre de 2022, el portal especializado en televisión, Formula TV, informó en exclusiva que Mònica López volvería a dar el salto a la franja matinal de La 1 de Televisión Española con un magacín divulgativo similar a Aquí la Tierra, el cual estaría producido por Catorce Comunicación (productora de Aquí la Tierra) y RTVE.
El 13 de enero de 2023, RTVE dio detalles del programa en una nota de prensa y emplazó a los medios de comunicación a la rueda de prensa de presentación del programa, llevada a cabo el 18 de enero de 2023. En dicha rueda de prensa, dieron a conocer la estructura del programa, los colaboradores y la fecha de estreno: el lunes, 23 de enero de 2023 a las 14:10.
Para la última etapa del programa, se incorporaron nuevos colaboradores con secciones. Alba Carrillo y su madre hacían turismo rural gastrónomo en pueblos de la península, y la cantante Karina se incorporó como reportera. Sin embargo, RTVE comunicó la cancelación del programa en agosto del 2024, cuya última emisión fue el 13 de septiembre de 2024.

## Formato
Se trataba de un magacín en directo emitido a mediodía de lunes a viernes, en el cual se hacía partícipe al espectador de la riqueza natural de España y se animaba a disfrutarla y a conservarla para garantizar que siguiera existiendo para las generaciones venideras.
En este viaje por la riqueza natural, cultural, gastronómica, historia, arte, tradiciones, fiestas, paisaje, sabiduría popular, conocimiento y turismo, Ahora o nunca daba a conocer a las personas que la conocen, cuidan y mantienen viva por sus oficios, por sus hobbies o por su forma de vida diaria. El programa visitaba monumentos, mercados, paisajes, ciudades, aldeas y cualquier rincón en el que aprender y disfrutar.
Aparte de tener conexiones en directo, Ahora o nunca contaba también con reportajes, participación ciudadana y la colaboración de caras conocidas para los espectadores.

## Equipo

### Presentación
| Presentador     | Información                                        | Años | Años |
| Presentador     | Información                                        | 2023 | 2024 |
| --------------- | -------------------------------------------------- | ---- | ---- |
| Mònica López    | Meteoróloga y presentadora de televisión           |      |      |
| Marc Santandreu | Meteorólogo y presentador de televisión            |      |      |
| Raquel Martos   | Periodista, guionista y presentadora de televisión |      |      |
| Arancha Bello   | Periodista y presentadora de televisión            |      |      |

     Presentadora titular
     Presentador/a sustituto/a

### Colaboradores
| Colaborador/a     | Información                                        | Años | Años |
| Colaborador/a     | Información                                        | 2023 | 2024 |
| ----------------- | -------------------------------------------------- | ---- | ---- |
| Adrienne Chaballe | Concursante de MasterChef 8                        |      |      |
| Alba Carrillo     | Modelo                                             |      |      |
| Pablo Carbonell   | Actor, humorista y presentador de televisión       |      |      |
| Álvaro de la Lama | Periodista y presentador                           |      |      |
| Raquel Martos     | Periodista, guionista y presentadora de televisión |      |      |
| Karina            | Cantante                                           |      |      |
| Gonzalo Miró      | Colaborador de televisión                          |      |      |
| Lucía Pariente    | Madre de Alba Carrillo                             |      |      |
| Lucrecia Pérez    | Cantante y presentadora de televisión              |      |      |
| Manolo Sarriá     | Humorista y presentador de televisión              |      |      |
| Jorge Brazález    | Chef y ganador de MasterChef 5                     |      |      |
| Josema Yuste      | Actor y humorista                                  |      |      |
| María Zurita      | Socialité y prima de Felipe VI de España           |      |      |
| Nuria Fergó       | Cantante y actriz                                  |      |      |
| Yonyi Arenas      | Reportero y cómico                                 |      |      |

### Antiguos colaboradores
| Colaborador/a      | Información                         | Años |
| Colaborador/a      | Información                         | 2023 |
| ------------------ | ----------------------------------- | ---- |
| David Bustamante   | Cantante                            |      |
| Carolina Cerezuela | Actriz                              |      |
| Carolina Trillo    | Hija de Encarna Salazar             |      |
| Pablo Chiapella    | Actor y humorista                   |      |
| Paula Prendes      | Actriz, presentadora y humorista    |      |
| José Corbacho      | Humorista                           |      |
| Nicolás Coronado   | Actor                               |      |
| Judit Mascó        | Presentadora de televisión y modelo |      |
| Vanessa Romero     | Actriz, presentadora y modelo       |      |

## Audiencias
| Temporada | Programas | Estreno                 | Final                    | Audiencia media | Audiencia media |
| Temporada | Programas | Estreno                 | Final                    | Espectadores    | Cuota           |
| --------- | --------- | ----------------------- | ------------------------ | --------------- | --------------- |
| 1         | 158       | 23 de enero de 2023     | 1 de septiembre de 2023  | 575 000         | 6,8%            |
| 2         | 253       | 4 de septiembre de 2023 | 13 de septiembre de 2024 | 591 000         | 7,4%            |
| Total     | 411       | 23 de enero de 2023     | 13 de septiembre de 2024 | 585 000         | 7,2%            |

### Primera temporada (2023)
| N.º (serie) | N.º (temp.) | Fecha de emisión        | Audiencia    | Audiencia |
| N.º (serie) | N.º (temp.) | Fecha de emisión        | Espectadores | Share     |
| ----------- | ----------- | ----------------------- | ------------ | --------- |
| 1           | 1           | 23 de enero de 2023     | 557 000      | 6,3%      |
| 2           | 2           | 24 de enero de 2023     | 610 000      | 6,8%      |
| 3           | 3           | 25 de enero de 2023     | 380 000      | 4,5%      |
| 4           | 4           | 26 de enero de 2023     | 514 000      | 5,8%      |
| 5           | 5           | 27 de enero de 2023     | 443 000      | 5,4%      |
| 6           | 6           | 30 de enero de 2023     | 536 000      | 6,0%      |
| 7           | 7           | 31 de enero de 2023     | 506 000      | 5,7%      |
| 8           | 8           | 1 de febrero de 2023    | 461 000      | 5,4%      |
| 9           | 9           | 2 de febrero de 2023    | 428 000      | 5,0%      |
| 10          | 10          | 3 de febrero de 2023    | 411 000      | 5,2%      |
| 11          | 11          | 6 de febrero de 2023    | 685 000      | 7,6%      |
| 12          | 12          | 7 de febrero de 2023    | 630 000      | 6,7%      |
| 13          | 13          | 7 de febrero de 2023    | 749 000      | 5,1%      |
| 14          | 14          | 8 de febrero de 2023    | 591 000      | 6,4%      |
| 15          | 15          | 9 de febrero de 2023    | 477 000      | 5,5%      |
| 16          | 16          | 10 de febrero de 2023   | 475 000      | 5,9%      |
| 17          | 17          | 13 de febrero de 2023   | 498 000      | 5,7%      |
| 18          | 18          | 14 de febrero de 2023   | 521 000      | 6,1%      |
| 19          | 19          | 15 de febrero de 2023   | 510 000      | 6,0%      |
| 20          | 20          | 16 de febrero de 2023   | 500 000      | 5,9%      |
| 21          | 21          | 17 de febrero de 2023   | 439 000      | 5,4%      |
| 22          | 22          | 20 de febrero de 2023   | 539 000      | 6,1%      |
| 23          | 23          | 21 de febrero de 2023   | 489 000      | 5,7%      |
| 24          | 24          | 22 de febrero de 2023   | 446 000      | 5,2%      |
| 25          | 25          | 23 de febrero de 2023   | 581 000      | 6,5%      |
| 26          | 26          | 24 de febrero de 2023   | 514 000      | 6,3%      |
| 27          | 27          | 27 de febrero de 2023   | 578 000      | 6,3%      |
| 28          | 28          | 28 de febrero de 2023   | 506 000      | 5,7%      |
| 29          | 29          | 1 de marzo de 2023      | 544 000      | 6,2%      |
| 30          | 30          | 2 de marzo de 2023      | 593 000      | 6,9%      |
| 31          | 31          | 3 de marzo de 2023      | 480 000      | 5,9%      |
| 32          | 32          | 6 de marzo de 2023      | 520 000      | 5,9%      |
| 33          | 33          | 7 de marzo de 2023      | 607 000      | 6,9%      |
| 34          | 34          | 8 de marzo de 2023      | 555 000      | 6,3%      |
| 35          | 35          | 9 de marzo de 2023      | 599 000      | 6,8%      |
| 36          | 36          | 10 de marzo de 2023     | 476 000      | 5,9%      |
| 37          | 37          | 13 de marzo de 2023     | 550 000      | 6,3%      |
| 38          | 38          | 14 de marzo de 2023     | 518 000      | 6,2%      |
| 39          | 39          | 15 de marzo de 2023     | 479 000      | 5,7%      |
| 40          | 40          | 16 de marzo de 2023     | 509 000      | 6,0%      |
| 41          | 41          | 17 de marzo de 2023     | 419 000      | 5,1%      |
| 42          | 42          | 20 de marzo de 2023     | 683 000      | 8,0%      |
| 43          | 43          | 22 de marzo de 2023     | 592 000      | 6,8%      |
| 44          | 44          | 23 de marzo de 2023     | 597 000      | 7,1%      |
| 45          | 45          | 24 de marzo de 2023     | 586 000      | 7,4%      |
| 46          | 46          | 27 de marzo de 2023     | 632 000      | 7,4%      |
| 47          | 47          | 28 de marzo de 2023     | 527 000      | 6,5%      |
| 48          | 48          | 29 de marzo de 2023     | 523 000      | 6,2%      |
| 49          | 49          | 30 de marzo de 2023     | 561 000      | 6,7%      |
| 50          | 50          | 31 de marzo de 2023     | 456 000      | 5,7%      |
| 51          | 51          | 3 de abril de 2023      | 523 000      | 6,1%      |
| 52          | 52          | 4 de abril de 2023      | 481 000      | 5,7%      |
| 53          | 53          | 5 de abril de 2023      | 460 000      | 5,7%      |
| 54          | 54          | 6 de abril de 2023      | 477 000      | 6,5%      |
| 55          | 55          | 7 de abril de 2023      | 597 000      | 8,5%      |
| 56          | 56          | 10 de abril de 2023     | 489 000      | 6,0%      |
| 57          | 57          | 11 de abril de 2023     | 610 000      | 7,3%      |
| 58          | 58          | 12 de abril de 2023     | 553 000      | 6,3%      |
| 59          | 59          | 13 de abril de 2023     | 551 000      | 6,5%      |
| 60          | 60          | 14 de abril de 2023     | 500 000      | 6,1%      |
| 61          | 61          | 17 de abril de 2023     | 528 000      | 6,1%      |
| 62          | 62          | 18 de abril de 2023     | 501 000      | 6,1%      |
| 63          | 63          | 19 de abril de 2023     | 538 000      | 6,5%      |
| 64          | 64          | 20 de abril de 2023     | 587 000      | 7,2%      |
| 65          | 65          | 21 de abril de 2023     | 487 000      | 6,1%      |
| 66          | 66          | 24 de abril de 2023     | 585 000      | 6,8%      |
| 67          | 67          | 25 de abril de 2023     | 578 000      | 7,0%      |
| 68          | 68          | 26 de abril de 2023     | 594 000      | 7,1%      |
| 69          | 69          | 27 de abril de 2023     | 597 000      | 7,2%      |
| 70          | 70          | 28 de abril de 2023     | 515 000      | 6,8%      |
| 71          | 71          | 1 de mayo de 2023       | 599 000      | 7,2%      |
| 72          | 72          | 2 de mayo de 2023       | 508 000      | 6,1%      |
| 73          | 73          | 3 de mayo de 2023       | 562 000      | 6,7%      |
| 74          | 74          | 4 de mayo de 2023       | 564 000      | 6,8%      |
| 75          | 75          | 5 de mayo de 2023       | 585 000      | 7,4%      |
| 76          | 76          | 8 de mayo de 2023       | 655 000      | 7,6%      |
| 77          | 77          | 9 de mayo de 2023       | 630 000      | 7,2%      |
| 78          | 78          | 10 de mayo de 2023      | 640 000      | 7,4%      |
| 79          | 79          | 11 de mayo de 2023      | 601 000      | 7,1%      |
| 80          | 80          | 12 de mayo de 2023      | 587 000      | 6,9%      |
| 81          | 81          | 15 de mayo de 2023      | 603 000      | 6,9%      |
| 82          | 82          | 16 de mayo de 2023      | 664 000      | 7,5%      |
| 83          | 83          | 17 de mayo de 2023      | 606 000      | 7,1%      |
| 84          | 84          | 18 de mayo de 2023      | 612 000      | 7,0%      |
| 85          | 85          | 19 de mayo de 2023      | 550 000      | 6,4%      |
| 86          | 86          | 22 de mayo de 2023      | 624 000      | 6,3%      |
| 87          | 87          | 23 de mayo de 2023      | 682 000      | 7,4%      |
| 88          | 88          | 24 de mayo de 2023      | 637 000      | 7,0%      |
| 89          | 89          | 25 de mayo de 2023      | 587 000      | 6,7%      |
| 90          | 90          | 26 de mayo de 2023      | 630 000      | 7,3%      |
| 91          | 91          | 30 de mayo de 2023      | 580 000      | 6,5%      |
| 92          | 92          | 31 de mayo de 2023      | 617 000      | 6,9%      |
| 93          | 93          | 1 de junio de 2023      | 611 000      | 7,2%      |
| 94          | 94          | 2 de junio de 2023      | 596 000      | 7,2%      |
| 95          | 95          | 5 de junio de 2023      | 691 000      | 7,7%      |
| 96          | 96          | 6 de junio de 2023      | 642 000      | 7,3%      |
| 97          | 97          | 7 de junio de 2023      | 673 000      | 7,6%      |
| 98          | 98          | 8 de junio de 2023      | 569 000      | 6,4%      |
| 99          | 99          | 9 de junio de 2023      | 539 000      | 6,6%      |
| 100         | 100         | 12 de junio de 2023     | 776 000      | 9,0%      |
| 101         | 101         | 13 de junio de 2023     | 672 000      | 7,5%      |
| 102         | 102         | 14 de junio de 2023     | 649 000      | 7,7%      |
| 103         | 103         | 15 de junio de 2023     | 576 000      | 6,7%      |
| 104         | 104         | 16 de junio de 2023     | 586 000      | 7,4%      |
| 105         | 105         | 19 de junio de 2023     | 732 000      | 8,1%      |
| 106         | 106         | 20 de junio de 2023     | 609 000      | 6,7%      |
| 107         | 107         | 21 de junio de 2023     | 631 000      | 7,3%      |
| 108         | 108         | 22 de junio de 2023     | 632 000      | 7,5%      |
| 109         | 109         | 23 de junio de 2023     | 579 000      | 7,1%      |
| 110         | 110         | 26 de junio de 2023     | 679 000      | 7,8%      |
| 111         | 111         | 27 de junio de 2023     | 642 000      | 7,3%      |
| 112         | 112         | 28 de junio de 2023     | 615 000      | 7,2%      |
| 113         | 113         | 29 de junio de 2023     | 638 000      | 7,5%      |
| 114         | 114         | 30 de junio de 2023     | 511 000      | 6,5%      |
| 115         | 115         | 3 de julio de 2023      | 662 000      | 7,7%      |
| 116         | 116         | 4 de julio de 2023      | 657 000      | 7,5%      |
| 117         | 117         | 5 de julio de 2023      | 646 000      | 7,6%      |
| 118         | 118         | 6 de julio de 2023      | 684 000      | 8,0%      |
| 119         | 119         | 7 de julio de 2023      | 515 000      | 6,3%      |
| 120         | 120         | 10 de julio de 2023     | 661 000      | 7,8%      |
| 121         | 121         | 11 de julio de 2023     | 567 000      | 6,5%      |
| 122         | 122         | 12 de julio de 2023     | 559 000      | 6,6%      |
| 123         | 123         | 13 de julio de 2023     | 567 000      | 6,9%      |
| 124         | 124         | 14 de julio de 2023     | 525 000      | 6,5%      |
| 125         | 125         | 17 de julio de 2023     | 654 000      | 7,5%      |
| 126         | 126         | 18 de julio de 2023     | 678 000      | 7,7%      |
| 127         | 127         | 19 de julio de 2023     | 607 000      | 7,0%      |
| 128         | 128         | 20 de julio de 2023     | 692 000      | 8,3%      |
| 129         | 129         | 21 de julio de 2023     | 505 000      | 6,2%      |
| 130         | 130         | 24 de julio de 2023     | 638 000      | 7,2%      |
| 131         | 131         | 25 de julio de 2023     | 596 000      | 7,2%      |
| 132         | 132         | 26 de julio de 2023     | 527 000      | 6,6%      |
| 133         | 133         | 27 de julio de 2023     | 558 000      | 6,9%      |
| 134         | 134         | 28 de julio de 2023     | 551 000      | 6,8%      |
| 135         | 135         | 31 de julio de 2023     | 562 000      | 6,8%      |
| 136         | 136         | 1 de agosto de 2023     | 663 000      | 8,0%      |
| 137         | 137         | 2 de agosto de 2023     | 630 000      | 7,6%      |
| 138         | 138         | 3 de agosto de 2023     | 589 000      | 7,4%      |
| 139         | 139         | 4 de agosto de 2023     | 536 000      | 7,2%      |
| 140         | 140         | 7 de agosto de 2023     | 596 000      | 7,3%      |
| 141         | 141         | 8 de agosto de 2023     | 616 000      | 7,7%      |
| 142         | 142         | 9 de agosto de 2023     | 645 000      | 7,8%      |
| 143         | 143         | 10 de agosto de 2023    | 592 000      | 7,4%      |
| 144         | 144         | 11 de agosto de 2023    | 472 000      | 6,0%      |
| 145         | 145         | 14 de agosto de 2023    | 476 000      | 6,4%      |
| 146         | 146         | 16 de agosto de 2023    | 572 000      | 7,7%      |
| 147         | 147         | 17 de agosto de 2023    | 488 000      | 6,0%      |
| 148         | 148         | 18 de agosto de 2023    | 624 000      | 8,0%      |
| 149         | 149         | 21 de agosto de 2023    | 702 000      | 8,4%      |
| 150         | 150         | 22 de agosto de 2023    | 561 000      | 6,8%      |
| 151         | 151         | 23 de agosto de 2023    | 649 000      | 7,9%      |
| 152         | 152         | 24 de agosto de 2023    | 590 000      | 7,1%      |
| 153         | 153         | 25 de agosto de 2023    | 595 000      | 7,4%      |
| 154         | 154         | 28 de agosto de 2023    | 654 000      | 8,0%      |
| 155         | 155         | 29 de agosto de 2023    | 595 000      | 7,3%      |
| 156         | 156         | 30 de agosto de 2023    | 698 000      | 8,4%      |
| 157         | 157         | 31 de agosto de 2023    | 637 000      | 8,1%      |
| 158         | 158         | 1 de septiembre de 2023 | 562 000      | 7,0%      |

### Segunda temporada (2023-2024)
| N.º (serie) | N.º (temp.) | Fecha de emisión         | Audiencia    | Audiencia |
| N.º (serie) | N.º (temp.) | Fecha de emisión         | Espectadores | Share     |
| ----------- | ----------- | ------------------------ | ------------ | --------- |
| 159         | 1           | 4 de septiembre de 2023  | 578 000      | 7,0%      |
| 160         | 2           | 5 de septiembre de 2023  | 607 000      | 7,2%      |
| 161         | 3           | 6 de septiembre de 2023  | 652 000      | 8,0%      |
| 162         | 4           | 7 de septiembre de 2023  | 622 000      | 7,6%      |
| 163         | 5           | 8 de septiembre de 2023  | 655 000      | 8,0%      |
| 164         | 6           | 11 de septiembre de 2023 | 779 000      | 9,1%      |
| 165         | 7           | 12 de septiembre de 2023 | 662 000      | 7,7%      |
| 166         | 8           | 13 de septiembre de 2023 | 703 000      | 8,5%      |
| 167         | 9           | 14 de septiembre de 2023 | 660 000      | 8,0%      |
| 168         | 10          | 15 de septiembre de 2023 | 680 000      | 8,3%      |
| 169         | 11          | 18 de septiembre de 2023 | 668 000      | 8,3%      |
| 170         | 12          | 19 de septiembre de 2023 | 598 000      | 7,3%      |
| 171         | 13          | 20 de septiembre de 2023 | 631 000      | 7,8%      |
| 172         | 14          | 21 de septiembre de 2023 | 614 000      | 7,7%      |
| 173         | 15          | 22 de septiembre de 2023 | 606 000      | 7,6%      |
| 174         | 16          | 25 de septiembre de 2023 | 618 000      | 7,9%      |
| 175         | 17          | 26 de septiembre de 2023 | 733 000      | 8,2%      |
| 176         | 18          | 27 de septiembre de 2023 | 671 000      | 8,3%      |
| 177         | 19          | 28 de septiembre de 2023 | 642 000      | 7,9%      |
| 178         | 20          | 29 de septiembre de 2023 | 740 000      | 8,6%      |
| 179         | 21          | 2 de octubre de 2023     | 640 000      | 7,7%      |
| 180         | 22          | 3 de octubre de 2023     | 579 000      | 6,9%      |
| 181         | 23          | 4 de octubre de 2023     | 569 000      | 7,4%      |
| 182         | 24          | 5 de octubre de 2023     | 583 000      | 7,6%      |
| 183         | 25          | 6 de octubre de 2023     | 594 000      | 7,8%      |
| 184         | 26          | 9 de octubre de 2023     | 540 000      | 6,5%      |
| 185         | 27          | 10 de octubre de 2023    | 534 000      | 6,5%      |
| 186         | 28          | 11 de octubre de 2023    | 645 000      | 8,1%      |
| 187         | 29          | 12 de octubre de 2023    | 882 000      | 11,1%     |
| 188         | 30          | 13 de octubre de 2023    | 568 000      | 7,4%      |
| 189         | 31          | 16 de octubre de 2023    | 648 000      | 7,5%      |
| 190         | 32          | 17 de octubre de 2023    | 696 000      | 8,2%      |
| 191         | 33          | 18 de octubre de 2023    | 620 000      | 7,4%      |
| 192         | 34          | 19 de octubre de 2023    | 773 000      | 8,8%      |
| 193         | 35          | 20 de octubre de 2023    | 580 000      | 7,2%      |
| 194         | 36          | 23 de octubre de 2023    | 654 000      | 7,5%      |
| 195         | 37          | 24 de octubre de 2023    | 639 000      | 7,8%      |
| 196         | 38          | 25 de octubre de 2023    | 643 000      | 7,7%      |
| 197         | 39          | 26 de octubre de 2023    | 747 000      | 9,0%      |
| 198         | 40          | 27 de octubre de 2023    | 588 000      | 7,8%      |
| 199         | 41          | 30 de octubre de 2023    | 627 000      | 7,3%      |
| 200         | 42          | 1 de noviembre de 2023   | 635 000      | 7,5%      |
| 201         | 43          | 2 de noviembre de 2023   | 681 000      | 7,7%      |
| 202         | 44          | 3 de noviembre de 2023   | 609 000      | 7,3%      |
| 203         | 45          | 6 de noviembre de 2023   | 740 000      | 8,9%      |
| 204         | 46          | 7 de noviembre de 2023   | 671 000      | 8,0%      |
| 205         | 47          | 8 de noviembre de 2023   | 598 000      | 7,3%      |
| 206         | 48          | 9 de noviembre de 2023   | 666 000      | 7,5%      |
| 207         | 49          | 10 de noviembre de 2023  | 551 000      | 6,9%      |
| 208         | 50          | 13 de noviembre de 2023  | 640 000      | 7,4%      |
| 209         | 51          | 14 de noviembre de 2023  | 595 000      | 7,1%      |
| 210         | 52          | 17 de noviembre de 2023  | 567 000      | 6,8%      |
| 211         | 53          | 20 de noviembre de 2023  | 608 000      | 7,1%      |
| 212         | 54          | 21 de noviembre de 2023  | 657 000      | 7,5%      |
| 213         | 55          | 22 de noviembre de 2023  | 664 000      | 7,6%      |
| 214         | 56          | 23 de noviembre de 2023  | 625 000      | 7,6%      |
| 215         | 57          | 24 de noviembre de 2023  | 521 000      | 6,8%      |
| 216         | 58          | 27 de noviembre de 2023  | 692 000      | 8,2%      |
| 217         | 59          | 28 de noviembre de 2023  | 469 000      | 5,4%      |
| 218         | 60          | 29 de noviembre de 2023  | 669 000      | 7,7%      |
| 219         | 61          | 30 de noviembre de 2023  | 701 000      | 8,3%      |
| 220         | 62          | 1 de diciembre de 2023   | 603 000      | 7,5%      |
| 221         | 63          | 4 de diciembre de 2023   | 675 000      | 8,1%      |
| 222         | 64          | 5 de diciembre de 2023   | 688 000      | 8,4%      |
| 223         | 65          | 6 de diciembre de 2023   | 671 000      | 7,7%      |
| 224         | 66          | 7 de diciembre de 2023   | 577 000      | 7,0%      |
| 225         | 67          | 8 de diciembre de 2023   | 722 000      | 8,9%      |
| 226         | 68          | 11 de diciembre de 2023  | 635 000      | 7,7%      |
| 227         | 69          | 12 de diciembre de 2023  | 660 000      | 8,2%      |
| 228         | 70          | 13 de diciembre de 2023  | 580 000      | 7,1%      |
| 229         | 71          | 14 de diciembre de 2023  | 498 000      | 6,3%      |
| 230         | 72          | 15 de diciembre de 2023  | 598 000      | 7,9%      |
| 231         | 73          | 18 de diciembre de 2023  | 638 000      | 7,8%      |
| 232         | 74          | 19 de diciembre de 2023  | 727 000      | 9,2%      |
| 233         | 75          | 20 de diciembre de 2023  | 586 000      | 7,4%      |
| 234         | 76          | 21 de diciembre de 2023  | 591 000      | 7,6%      |
| 235         | 77          | 26 de diciembre de 2023  | 568 000      | 7,3%      |
| 236         | 78          | 27 de diciembre de 2023  | 642 000      | 7,8%      |
| 237         | 79          | 28 de diciembre de 2023  | 618 000      | 7,3%      |
| 238         | 80          | 29 de diciembre de 2023  | 711 000      | 8,8%      |
| 239         | 81          | 2 de enero de 2024       | 634 000      | 7,4%      |
| 240         | 82          | 3 de enero de 2024       | 659 000      | 7,6%      |
| 241         | 83          | 4 de enero de 2024       | 650 000      | 7,3%      |
| 242         | 84          | 5 de enero de 2024       | 668 000      | 7,8%      |
| 243         | 85          | 8 de enero de 2024       | 705 000      | 8,3%      |
| 244         | 86          | 9 de enero de 2024       | 666 000      | 7,7%      |
| 245         | 87          | 10 de enero de 2024      | 676 000      | 7,6%      |
| 246         | 88          | 11 de enero de 2024      | 715 000      | 8,2%      |
| 247         | 89          | 12 de enero de 2024      | 597 000      | 7,3%      |
| 248         | 90          | 15 de enero de 2024      | 732 000      | 8,2%      |
| 249         | 91          | 16 de enero de 2024      | 651 000      | 7,4%      |
| 250         | 92          | 17 de enero de 2024      | 686 000      | 7,9%      |
| 251         | 93          | 18 de enero de 2024      | 723 000      | 8,4%      |
| 252         | 94          | 19 de enero de 2024      | 654 000      | 7,4%      |
| 253         | 95          | 22 de enero de 2024      | 638 000      | 7,4%      |
| 254         | 96          | 23 de enero de 2024      | 546 000      | 6,5%      |
| 255         | 97          | 24 de enero de 2024      | 612 000      | 7,6%      |
| 256         | 98          | 25 de enero de 2024      | 572 000      | 7,2%      |
| 257         | 99          | 26 de enero de 2024      | 568 000      | 7,4%      |
| 258         | 100         | 29 de enero de 2024      | 564 000      | 6,6%      |
| 259         | 101         | 30 de enero de 2024      | 592 000      | 7,3%      |
| 260         | 102         | 31 de enero de 2024      | 599 000      | 7,3%      |
| 261         | 103         | 1 de febrero de 2024     | 573 000      | 7,1%      |
| 262         | 104         | 2 de febrero de 2024     | 555 000      | 7,3%      |
| 263         | 105         | 5 de febrero de 2024     | 656 000      | 8,0%      |
| 264         | 106         | 6 de febrero de 2024     | 606 000      | 7,3%      |
| 265         | 107         | 7 de febrero de 2024     | 639 000      | 7,4%      |
| 266         | 108         | 8 de febrero de 2024     | 694 000      | 8,1%      |
| 267         | 109         | 9 de febrero de 2024     | 649 000      | 7,2%      |
| 268         | 110         | 12 de febrero de 2024    | 563 000      | 6,6%      |
| 269         | 111         | 13 de febrero de 2024    | 554 000      | 6,7%      |
| 270         | 112         | 14 de febrero de 2024    | 606 000      | 7,6%      |
| 271         | 113         | 15 de febrero de 2024    | 515 000      | 6,1%      |
| 272         | 114         | 16 de febrero de 2024    | 506 000      | 6,4%      |
| 273         | 115         | 19 de febrero de 2024    | 593 000      | 7,2%      |
| 274         | 116         | 20 de febrero de 2024    | 584 000      | 7,3%      |
| 275         | 117         | 21 de febrero de 2024    | 609 000      | 7,5%      |
| 276         | 118         | 22 de febrero de 2024    | 542 000      | 6,4%      |
| 277         | 119         | 26 de febrero de 2024    | 682 000      | 7,7%      |
| 278         | 120         | 27 de febrero de 2024    | 626 000      | 7,7%      |
| 279         | 121         | 28 de febrero de 2024    | 568 000      | 7,1%      |
| 280         | 122         | 29 de febrero de 2024    | 699 000      | 8,5%      |
| 281         | 123         | 1 de marzo de 2024       | 517 000      | 6,7%      |
| 282         | 124         | 4 de marzo de 2024       | 650 000      | 7,4%      |
| 283         | 125         | 5 de marzo de 2024       | 574 000      | 7,2%      |
| 284         | 126         | 6 de marzo de 2024       | 526 000      | 6,8%      |
| 285         | 127         | 7 de marzo de 2024       | 637 000      | 7,6%      |
| 286         | 128         | 8 de marzo de 2024       | 521 000      | 6,4%      |
| 287         | 129         | 11 de marzo de 2024      | 654 000      | 7,7%      |
| 288         | 130         | 12 de marzo de 2024      | 617 000      | 7,8%      |
| 289         | 131         | 13 de marzo de 2024      | 569 000      | 7,3%      |
| 290         | 132         | 14 de marzo de 2024      | 668 000      | 8,2%      |
| 291         | 133         | 15 de marzo de 2024      | 524 000      | 6,8%      |
| 292         | 134         | 18 de marzo de 2024      | 605 000      | 7,5%      |
| 293         | 135         | 19 de marzo de 2024      | 547 000      | 7,6%      |
| 294         | 136         | 20 de marzo de 2024      | 622 000      | 7,7%      |
| 295         | 137         | 21 de marzo de 2024      | 599 000      | 7,3%      |
| 296         | 138         | 22 de marzo de 2024      | 412 000      | 5,5%      |
| 297         | 139         | 25 de marzo de 2024      | 696 000      | 7,7%      |
| 298         | 140         | 26 de marzo de 2024      | 608 000      | 7,2%      |
| 299         | 141         | 27 de marzo de 2024      | 578 000      | 7,1%      |
| 300         | 142         | 28 de marzo de 2024      | 626 000      | 7,6%      |
| 301         | 143         | 29 de marzo de 2024      | 593 000      | 7,5%      |
| 302         | 144         | 1 de abril de 2024       | 563 000      | 7,7%      |
| 303         | 145         | 2 de abril de 2024       | 601 000      | 7,4%      |
| 304         | 146         | 3 de abril de 2024       | 580 000      | 7,5%      |
| 305         | 147         | 4 de abril de 2024       | 556 000      | 7,3%      |
| 306         | 148         | 5 de abril de 2024       | 469 000      | 6,4%      |
| 307         | 149         | 8 de abril de 2024       | 614 000      | 7,5%      |
| 308         | 150         | 9 de abril de 2024       | 635 000      | 7,9%      |
| 309         | 151         | 10 de abril de 2024      | 549 000      | 7,1%      |
| 310         | 152         | 11 de abril de 2024      | 532 000      | 6,8%      |
| 311         | 153         | 12 de abril de 2024      | 514 000      | 7,1%      |
| 312         | 154         | 15 de abril de 2024      | 576 000      | 7,2%      |
| 313         | 155         | 16 de abril de 2024      | 577 000      | 7,1%      |
| 314         | 156         | 17 de abril de 2024      | 555 000      | 7,1%      |
| 315         | 157         | 18 de abril de 2024      | 553 000      | 7,2%      |
| 316         | 158         | 19 de abril de 2024      | 512 000      | 6,9%      |
| 317         | 159         | 22 de abril de 2024      | 611 000      | 7,4%      |
| 318         | 160         | 23 de abril de 2024      | 557 000      | 7,1%      |
| 319         | 161         | 24 de abril de 2024      | 491 000      | 6,2%      |
| 320         | 162         | 25 de abril de 2024      | 527 000      | 6,5%      |
| 321         | 163         | 26 de abril de 2024      | 570 000      | 7,1%      |
| 322         | 164         | 29 de abril de 2024      | 629 000      | 7,2%      |
| 323         | 165         | 30 de abril de 2024      | 552 000      | 6,9%      |
| 324         | 166         | 1 de mayo de 2024        | 529 000      | 6,3%      |
| 325         | 167         | 2 de mayo de 2024        | 604 000      | 7,7%      |
| 326         | 168         | 3 de mayo de 2024        | 431 000      | 5,7%      |
| 327         | 169         | 6 de mayo de 2024        | 588 000      | 6,9%      |
| 328         | 170         | 7 de mayo de 2024        | 534 000      | 6,6%      |
| 329         | 171         | 8 de mayo de 2024        | 520 000      | 6,4%      |
| 330         | 172         | 9 de mayo de 2024        | 536 000      | 6,8%      |
| 331         | 173         | 10 de mayo de 2024       | 452 000      | 6,1%      |
| 332         | 174         | 13 de mayo de 2024       | 574 000      | 6,9%      |
| 333         | 175         | 14 de mayo de 2024       | 622 000      | 7,6%      |
| 334         | 176         | 15 de mayo de 2024       | 601 000      | 7,4%      |
| 335         | 177         | 16 de mayo de 2024       | 540 000      | 6,9%      |
| 336         | 178         | 17 de mayo de 2024       | 469 000      | 6,2%      |
| 337         | 179         | 20 de mayo de 2024       | 636 000      | 7,7%      |
| 338         | 180         | 21 de mayo de 2024       | 526 000      | 6,7%      |
| 339         | 181         | 22 de mayo de 2024       | 503 000      | 6,2%      |
| 340         | 182         | 23 de mayo de 2024       | 527 000      | 6,9%      |
| 341         | 183         | 24 de mayo de 2024       | 538 000      | 7,2%      |
| 342         | 184         | 27 de mayo de 2024       | 576 000      | 7,1%      |
| 343         | 185         | 28 de mayo de 2024       | 592 000      | 7,5%      |
| 344         | 186         | 29 de mayo de 2024       | 559 000      | 7,2%      |
| 345         | 187         | 30 de mayo de 2024       | 552 000      | 7,0%      |
| 346         | 188         | 31 de mayo de 2024       | 474 000      | 6,2%      |
| 347         | 189         | 3 de junio de 2024       | 549 000      | 6,8%      |
| 348         | 190         | 4 de junio de 2024       | 551 000      | 7,1%      |
| 349         | 191         | 5 de junio de 2024       | 533 000      | 6,8%      |
| 350         | 192         | 6 de junio de 2024       | 510 000      | 6,6%      |
| 351         | 193         | 7 de junio de 2024       | 424 000      | 5,7%      |
| 352         | 194         | 10 de junio de 2024      | 580 000      | 6,9%      |
| 353         | 195         | 11 de junio de 2024      | 553 000      | 6,7%      |
| 354         | 196         | 12 de junio de 2024      | 567 000      | 6,9%      |
| 355         | 197         | 13 de junio de 2024      | 581 000      | 7,5%      |
| 356         | 198         | 14 de junio de 2024      | 529 000      | 7,1%      |
| 357         | 199         | 17 de junio de 2024      | 659 000      | 8,0%      |
| 358         | 200         | 18 de junio de 2024      | 658 000      | 8,2%      |
| 359         | 201         | 19 de junio de 2024      | 580 000      | 7,5%      |
| 360         | 202         | 20 de junio de 2024      | 610 000      | 7,3%      |
| 361         | 203         | 21 de junio de 2024      | 553 000      | 7,4%      |
| 362         | 204         | 24 de junio de 2024      | 593 000      | 7,2%      |
| 363         | 205         | 25 de junio de 2024      | 590 000      | 7,6%      |
| 364         | 206         | 26 de junio de 2024      | 593 000      | 7,8%      |
| 365         | 207         | 27 de junio de 2024      | 631 000      | 7,9%      |
| 366         | 208         | 28 de junio de 2024      | 518 000      | 7,1%      |
| 367         | 209         | 1 de julio de 2024       | 562 000      | 7,2%      |
| 368         | 210         | 2 de julio de 2024       | 658 000      | 8,4%      |
| 369         | 211         | 3 de julio de 2024       | 512 000      | 6,6%      |
| 370         | 212         | 4 de julio de 2024       | 520 000      | 6,7%      |
| 371         | 213         | 5 de julio de 2024       | 439 000      | 5,8%      |
| 372         | 214         | 8 de julio de 2024       | 623 000      | 8,0%      |
| 373         | 215         | 9 de julio de 2024       | 522 000      | 6,8%      |
| 374         | 216         | 10 de julio de 2024      | 598 000      | 7,7%      |
| 375         | 217         | 11 de julio de 2024      | 580 000      | 7,4%      |
| 376         | 218         | 12 de julio de 2024      | 554 000      | 7,2%      |
| 377         | 219         | 15 de julio de 2024      | 783 000      | 9,5%      |
| 378         | 220         | 16 de julio de 2024      | 543 000      | 6,7%      |
| 379         | 221         | 17 de julio de 2024      | 588 000      | 7,9%      |
| 380         | 222         | 18 de julio de 2024      | 537 000      | 7,1%      |
| 381         | 223         | 19 de julio de 2024      | 471 000      | 6,4%      |
| 382         | 224         | 22 de julio de 2024      | 552 000      | 7,2%      |
| 383         | 225         | 23 de julio de 2024      | 561 000      | 7,6%      |
| 384         | 226         | 24 de julio de 2024      | 573 000      | 7,8%      |
| 385         | 227         | 25 de julio de 2024      | 561 000      | 7,6%      |
| 386         | 228         | 26 de julio de 2024      | 573 000      | 8,0%      |
| 387         | 229         | 12 de agosto de 2024     | 470 000      | 6,5%      |
| 388         | 230         | 13 de agosto de 2024     | 459 000      | 6,7%      |
| 389         | 231         | 14 de agosto de 2024     | 427 000      | 6,3%      |
| 390         | 232         | 15 de agosto de 2024     | 428 000      | 6,3%      |
| 391         | 233         | 16 de agosto de 2024     | 337 000      | 5,1%      |
| 392         | 234         | 19 de agosto de 2024     | 442 000      | 6,1%      |
| 393         | 235         | 20 de agosto de 2024     | 464 000      | 6,5%      |
| 394         | 236         | 21 de agosto de 2024     | 492 000      | 6,8%      |
| 395         | 237         | 22 de agosto de 2024     | 501 000      | 7,0%      |
| 396         | 238         | 23 de agosto de 2024     | 459 000      | 6,8%      |
| 397         | 239         | 26 de agosto de 2024     | 588 000      | 8,0%      |
| 398         | 240         | 27 de agosto de 2024     | 507 000      | 6,8%      |
| 399         | 241         | 28 de agosto de 2024     | 503 000      | 7,0%      |
| 400         | 242         | 29 de agosto de 2024     | 530 000      | 7,3%      |
| 401         | 243         | 30 de agosto de 2024     | 475 000      | 6,6%      |
| 402         | 244         | 2 de septiembre de 2024  | 559 000      | 7,6%      |
| 403         | 245         | 3 de septiembre de 2024  | 565 000      | 7,4%      |
| 404         | 246         | 4 de septiembre de 2024  | 591 000      | 7,5%      |
| 405         | 247         | 5 de septiembre de 2024  | 544 000      | 7,2%      |
| 406         | 248         | 6 de septiembre de 2024  | 485 000      | 6,6%      |
| 407         | 249         | 9 de septiembre de 2024  | 622 000      | 8,0%      |
| 408         | 250         | 10 de septiembre de 2024 | 552 000      | 7,3%      |
| 409         | 251         | 11 de septiembre de 2024 | 595 000      | 7,8%      |
| 410         | 252         | 12 de septiembre de 2024 | 531 000      | 7,2%      |
| 411         | 253         | 13 de septiembre de 2024 | 545 000      | 7,6%      |

### Audiencias por meses
| Audiencia media por meses | Audiencia media por meses | Audiencia media por meses | Audiencia media por meses | Audiencia media por meses |
| Año                       | Mes                       | N. ⁰ de episodios         | Audiencia                 | Audiencia                 |
| Año                       | Mes                       | N. ⁰ de episodios         | Espectadores              | Cuota                     |
| ------------------------- | ------------------------- | ------------------------- | ------------------------- | ------------------------- |
| 2023                      | Enero                     | 7                         | 507 000                   | 5,8%                      |
| 2023                      | Febrero                   | 21                        | 525 000                   | 5,9%                      |
| 2023                      | Marzo                     | 22                        | 546 000                   | 6,4%                      |
| 2023                      | Abril                     | 20                        | 538 000                   | 6,6%                      |
| 2023                      | Mayo                      | 22                        | 606 000                   | 7,0%                      |
| 2023                      | Junio                     | 22                        | 629 000                   | 7,3%                      |
| 2023                      | Julio                     | 21                        | 601 000                   | 7,1%                      |
| 2023                      | Agosto                    | 22                        | 599 000                   | 7,4%                      |
| 2023                      | Septiembre                | 21                        | 648 000                   | 7,9%                      |
| 2023                      | Octubre                   | 21                        | 635 000                   | 7,8%                      |
| 2023                      | Noviembre                 | 20                        | 628 000                   | 7,4%                      |
| 2023                      | Diciembre                 | 19                        | 631 000                   | 7,8%                      |
| 2023                      | Total                     | 238                       | 591 000                   | 7,0%                      |
| 2024                      | Enero                     | 22                        | 641 000                   | 7,5%                      |
| 2024                      | Febrero                   | 20                        | 601 000                   | 7,3%                      |
| 2024                      | Marzo                     | 21                        | 588 000                   | 7,3%                      |
| 2024                      | Abril                     | 22                        | 560 000                   | 7,1%                      |
| 2024                      | Mayo                      | 23                        | 543 000                   | 6,8%                      |
| 2024                      | Junio                     | 20                        | 568 000                   | 7,2%                      |
| 2024                      | Julio                     | 20                        | 565 000                   | 7,4%                      |
| 2024                      | Agosto                    | 15                        | 472 000                   | 6,6%                      |
| 2024                      | Septiembre                | 10                        | 559 000                   | 7,4%                      |
| 2024                      | Total                     | 173                       | 566 000                   | 7,2%                      |